# Gøran Sørloth
Gøran Sørloth (Kristiansund, 1962. július 16. –) norvég válogatott labdarúgó, edző.

## Pályafutása

### Klubcsapatban
Pályafutását a Strindheimben kezdte 1981-ben, majd ezt követően 1984-ben a Rosenborg csapatához igazolt. 1989-ben egy kis időre a Borussia Mönchengladbach játékosa volt, de nem maradt sokáig és visszatért a Rosenborghoz, ahol még négy évet játszott és amellyel összesen öt alkalommal nyerte meg a norvég bajnokságot és három alkalommal a norvég kupát. 1993-ban a török Bursaspornál még próbálkozott a légiós élettel, de 1994-ben hazatért a Vikinghez és itt is fejezte be a pályafutását 1995-ben.
A Rosenborg színeiben 174 mérkőzésen lépett pályára a norvég élvonalban és 74 alkalommal volt eredményes.

### A válogatottban
1985 és 1994 között 55 alkalommal szerepelt a norvég válogatottban és 15 gólt szerzett. Részt vett az 1994-es világbajnokságon, ahol egy mérkőzésen kapott lehetőséget. 

## Sikerei, díjai
Rosenborg
- Norvég bajnok (5): 1985, 1988, 1990, 1992, 1993
- Norvég kupa (3): 1988, 1990, 1992

## Külső hivatkozások
- Gøran Sørloth adatlapja a National-Football-Teams.com oldalon (angolul)

- Gøran Sørloth (angol nyelven). FootballDatabase.eu
- Gøran Sørloth (angol nyelven). eu-football.info